# Xã Steuben, Quận Steuben, Indiana
Xã Steuben (tiếng Anh: Steuben Township) là một xã thuộc quận Steuben, tiểu bang Indiana, Hoa Kỳ. Năm 2010, dân số của xã này là 2.835 người.